# Justin Barron
Justin Barron (né le 15 novembre 2001 à Halifax, dans la province de la Nouvelle-Écosse au Canada) est un joueur professionnel canadien de hockey sur glace. Il évolue au poste de défenseur. 

## Biographie
Il est choisi au premier tour, en 25e position par l'Avalanche du Colorado lors du repêchage d'entrée dans la LNH 2020. 
Le 21 mars 2022, il est échangé aux Canadiens de Montréal avec un choix de 2e tour en 2024 en retour d'Artturi Lehkonen. Le 5 avril 2022, il marque son premier but dans la LNH dans une défaite de 6-3 contre les Sénateurs d'Ottawa.
Le 30 juillet 2024, le directeur général des Canadiens Kent Hughes lui offre un contrat de deux ans, d'une valeur annuelle de 1,15 million $. Toutefois, Barron a du mal à s'intégrer à la brigade défensive et amorce la saison 2024-2025 avec une récolte d'un seul but et aucune aide en jouant 17 des 31 matchs des Canadiens. Après deux ans et demi avec l'organisation, il est échangé aux Predators de Nashville en retour du défenseur à caractère défensif Alexandre Carrier.

### Vie privée
Il est le frère du hockeyeur Morgan Barron, évoluant dans la LNH.

## Statistiques

### En club
| Saison     | Équipe                 | Ligue      |     | Saison régulière | Saison régulière | Saison régulière | Saison régulière | Saison régulière |   | Séries éliminatoires | Séries éliminatoires | Séries éliminatoires | Séries éliminatoires | Séries éliminatoires |
| Saison     | Équipe                 | Ligue      | PJ  | B                | A                | Pts              | Pun              | PJ               | B | A                    | Pts                  | Pun                  |                      |                      |
| 2017-2018  | Mooseheads d'Halifax   | LHJMQ      | 51  | 2                | 19               | 21               | 8                | 9                | 0 | 3                    | 3                    | 2                    |                      |                      |
| 2018-2019  | Mooseheads d'Halifax   | LHJMQ      | 68  | 9                | 32               | 41               | 34               | 23               | 2 | 11                   | 13                   | 10                   |                      |                      |
| 2019-2020  | Mooseheads d'Halifax   | LHJMQ      | 34  | 4                | 15               | 19               | 6                | -                | - | -                    | -                    | -                    |                      |                      |
| 2020-2021  | Mooseheads d'Halifax   | LHJMQ      | 33  | 8                | 23               | 31               | 40               | -                | - | -                    | -                    | -                    |                      |                      |
| 2020-2021  | Eagles du Colorado     | LAH        | 7   | 1                | 3                | 4                | 4                | -                | - | -                    | -                    | -                    |                      |                      |
| 2021-2022  | Eagles du Colorado     | LAH        | 43  | 5                | 15               | 20               | 8                | -                | - | -                    | -                    | -                    |                      |                      |
| 2021-2022  | Avalanche du Colorado  | LNH        | 2   | 0                | 0                | 0                | 0                | -                | - | -                    | -                    | -                    |                      |                      |
| 2021-2022  | Canadiens de Montréal  | LNH        | 5   | 1                | 1                | 2                | 0                | -                | - | -                    | -                    | -                    |                      |                      |
| 2022-2023  | Rocket de Laval        | LAH        | 25  | 7                | 9                | 16               | 6                | -                | - | -                    | -                    | -                    |                      |                      |
| 2022-2023  | Canadiens de Montréal  | LNH        | 39  | 4                | 11               | 15               | 20               | -                | - | -                    | -                    | -                    |                      |                      |
| 2023-2024  | Rocket de Laval        | LAH        | 32  | 2                | 9                | 11               | 10               | -                | - | -                    | -                    | -                    |                      |                      |
| 2023-2024  | Canadiens de Montréal  | LNH        | 48  | 7                | 6                | 13               | 16               | -                | - | -                    | -                    | -                    |                      |                      |
| 2024-2025  | Canadiens de Montréal  | LNH        | 17  | 1                | 0                | 1                | 8                | -                | - | -                    | -                    | -                    |                      |                      |
| 2024-2025  | Predators de Nashville | LNH        | 45  | 5                | 7                | 12               | 15               | -                | - | -                    | -                    | -                    |                      |                      |
| Totaux LNH | Totaux LNH             | Totaux LNH | 156 | 18               | 25               | 43               | 59               | -                | - | -                    | -                    | -                    |                      |                      |

### En équipe nationale
| Année | Équipe        | Compétition                 |   | PJ | B | A | Pts | Pun               |  | Résultat |
| 2021  | Canada junior | Championnat du monde junior | 7 | 0  | 2 | 2 | 0   | Médaille d'argent |  |          |

## Trophées et distinctions
- Il remporte la médaille d'argent avec l'équipe Canada rouge en 2017-2018 lors du défi mondial des moins de 17 ans de hockey